# Nshan Erzrumian
Nshan Erzrumian (né le 17 décembre 1979 à Erevan en RSS d'Arménie) est un joueur de football international arménien, qui joue au poste d'attaquant.
Il est surtout connu pour avoir terminé meilleur buteur du championnat d'Arménie lors de la saison 2005 avec 22 buts alors qu'il évoluait pour le club du Kilikia Erevan.